# Comment (bien) rater ses vacances
Comment (bien) rater ses vacances est un roman pour la jeunesse d'Anne Percin paru aux Éditions du Rouergue en 2010. 
Le roman raconte l'histoire de Maxime, un adolescent de 17 ans, qui décide de passer l'été chez sa grand-mère, au Kremlin-Bicêtre dans la banlieue de Paris, afin d'échapper aux vacances avec ses parents.
Le roman est sélectionné pour le prix des lecteurs 2012.

## Résumé
Maxime se l’est juré : plus jamais de vacances en famille ! Mais voilà, il n'a même pas un plan foireux avec des copains. Seule solution de survie cet été. Passer un mois chez sa mamie, dans sa maison du Kremlin-Bicêtre, comme quand il avait 10 ans. 
Mais les vacances tranquilles vont vite se transformer en feuilleton délirant. Crise cardiaque de mamie, arrestation policière, expériences culinaires explosives, secret de famille perturbant et rencontre frénétique d’une fille sur Internet... 
Les vacances ratées vont finalement se révélées passionnantes... et passionnelles.